# IFC Films
Pour les articles homonymes, voir IFC.
IFC Films est une société de production et de distribution de films basée à New York.
La société est une émanation d'IFC détenue par AMC Networks. Elle distribue des films indépendants et des documentaires sous les noms Sundance Selects et IFC Midnight.

## Production (sélection)
- 2001 : Y tu mamá también d'Alfonso Cuarón
- 2002 : My Big Fat Greek Wedding (Mariage à la grecque) de Joel Zwick
- 2006 : This Is England de Shane Meadows
- 2009 : Antichrist de Lars von Trier
- 2009 : The Human Centipede (First Sequence) de Tom Six
- 2009 : Soudain le vide (Enter the Void) de Gaspar Noé
- 2009 : Exam de Stuart Hazeldine
- 2010 : Habitación en Roma de Julio Medem
- 2010 : The Housemaid (Hanyo) de Im Sang-soo
- 2010 : Super de James Gunn
- 2011 : Sleeping Beauty de Julia Leigh
- 2011 : The Canyons de Paul Schrader
- 2012 : Frances Ha de Noah Baumbach
- 2012 : About Cherry de Stephen Elliott
- 2013 : Jeune et Jolie de François Ozon
- 2013 : The Canyons de Paul Schrader
- 2013 : La migliore offerta (The Best Offer) de Giuseppe Tornatore
- 2014 : Mister Babadook (The Babadook) de Jennifer Kent
- 2014 : Boyhood de Richard Linklater
- 2015 : The Man Who Knew Infinity (L'Homme qui défiait l'infini) de Richard Linklater
- 2015 : The Stanford Prison Experiment (The Prison Experiment - L'Expérience de Stanford) de Kyle Patrick Alvarez
- 2016 : The Autopsy of Jane Doe (The Jane Doe Identity) d'André Øvredal
- 2017 : La Mort de Staline (The Death of Stalin) de Armando Iannucci
- 2018 : The Nightingale de Jennifer Kent
- 2018 : The House That Jack Built de Lars von Trier
- 2018 : Ophélie (Ophelia) de Claire McCarthy
- 2018 : Vita and Virginia de Chanya Button
- 2018 : Red Joan de Trevor Nunn
- 2019 : Official Secrets de Gavin Hood
- 2019 : Swallow de Carlo Mirabella-Davis
- 2019 : True History of the Kelly Gang (Le Gang Kelly) de Justin Kurzel
- 2019 : Babyteeth (Milla) de Shannon Murphy
- 2019 : A Call to Spy (en) de Audrey Diwan
- 2020 : The Dry (Canicule) de Robert Connolly
- 2020 : Six Minutes to Midnight d'Andy Goddard
- 2020 : The Nest de Sean Durkin
- 2020 : Little Fish de Rowan Woods
- 2020 : Mainstream de Gia Coppola
- 2020 : Blithe Spirit (L'esprit s'amuse) de Edward Hall (en)
- 2020 : Falling for Figaro (en) de Ben Lewin
- 2020 : The Rental de Dave Franco
- 2021 : Benedetta de Paul Verhoeven
- 2021 : Nitram de Justin Kurzel
- 2021 : The Beta Test de Jim Cummings et PJ McCabe (de)
- 2021 : Loups-garous (Werewolves Within) de Josh Ruben
- 2021 : The Novice de Lauren Hadaway
- 2021 : Bergman Island de Mia Hansen-Løve
- 2021 : Life on Mars (Settlers) de Wyatt Rockefeller
- 2021 : Last Call (en) de Sarah Megan Thomas
- 2021 : L'Événement d'Audrey Diwan
- 2025 : Dangerous Animals de Sean Byrne